# Ґродзисько (Мазовецьке воєводство)
Ґродзисько (пол. Grodzisko) — село в Польщі, у гміні Стара Блотниця Білобжезького повіту Мазовецького воєводства.
Населення — 65 осіб (2011).
У 1975-1998 роках село належало до Радомського воєводства.

## Демографія
Демографічна структура станом на 31 березня 2011 року:
|          | Загалом | Допрацездатний вік | Працездатний вік | Постпрацездатний вік |
| -------- | ------- | ------------------ | ---------------- | -------------------- |
| Чоловіки | 33      | 10                 | 19               | 4                    |
| Жінки    | 32      | 7                  | 17               | 8                    |
| Разом    | 65      | 17                 | 36               | 12                   |